# 飛鳥井雅道
飛鳥井 雅道（あすかい まさみち、1934年（昭和9年）11月26日 - 2000年（平成12年）8月31日）は、日本の歴史学者。京都大学名誉教授。専門は日本近代史・文化史。

## 経歴
- 1934年（昭和9年）：東京都渋谷区に伯爵飛鳥井雅信の長男として生まれる
- 1950年（昭和25年）：京都師範学校附属京都中学校（現：京都教育大学附属京都小中学校）卒業
- 1953年（昭和29年）：京都府立朱雀高等学校卒業
- 1957年（昭和32年）：京都大学文学部文学科（仏語仏文学専攻）卒業
- 1958年（昭和33年）：京都大学大学院文学研究科修士課程中退。京都大学人文科学研究所助手
- 1970年（昭和45年）：京都大学人文科学研究所助教授
- 1981年（昭和56年）：同教授
- 1987年（昭和62年）：国立歴史民俗博物館展示プロジェクト委員（- 1990年）。国立国際日本文化研究センター運営協議員（- 1991年）
- 1998年（平成10年）：京都大学人文科学研究所定年退職、名誉教授
- 2000年（平成12年）：京都にて死去

## 著書

### 単著
- 『幸徳秋水 直接行動論の源流』（中公新書、1969年）
- 『近代文化と社会主義』（晶文社、1970年）
- 『日本近代の出発』（塙書房、1973年）
- 『坂本竜馬』（平凡社選書、1975年）
  - 『坂本龍馬』（福武文庫、1992年／講談社学術文庫、2002年）
- 『新書日本史7　近代の潮流』（講談社現代新書、1976年）
- 『鴎外その青春　季刊論叢日本文化』（角川書店、1976年）
- 『日本を創った人びと24　西郷隆盛－維新回天と士族共和の悲劇』（平凡社、1978年）
- 『日本プロレタリア文学史論』（八木書店：近代文学研究双書、1982年）
- 『文明開化』（岩波新書、1985年）
- 『明治大帝』（筑摩書房〈ちくまライブラリー〉、1989年）
  - ちくま学芸文庫、1994年／講談社学術文庫、2002年／文春学藝ライブラリー、2018年
- 『天皇と近代日本精神史』（三一書房、1989年）
- 『鹿鳴館』（岩波書店：岩波ブックレット、1992年）
- 『中江兆民』（吉川弘文館〈人物叢書〉、1999年）
- 『日本近代精神史の研究』（京都大学学術出版会、2002年）

### 共著・翻訳
- 『近代愛媛の開化』（愛媛県文化振興財団、1986年）
- フレッド・G・ノートヘルファー『アメリカのサムライ L・L・ジェーンズ大尉と日本』法政大学出版局：叢書ウニベルシタス、1991年

### 編・解説
- 『近代日本思想大系13　幸徳秋水集』（筑摩書房、1975年）
- 『大杉栄 自叙伝・日本脱出記』（岩波文庫、1983年）
- 『国民文化の形成』（筑摩書房、1984年）
- 『大杉栄評論集』（岩波文庫、1996年）

## 系譜
- 飛鳥井氏：本姓は藤原氏（藤原北家）。関白師実の子孫で難波頼経の二男雅経を祖とする。

```
藤原師実…（略）…雅経…（略）…雅威━雅光━雅久━雅典━雅望━恒麿━雅信━雅道━雅友

```

飛鳥井家は和歌と蹴鞠を家職とする公家。曽祖父は24代当主飛鳥井雅典。祖父は26代当主で伯爵の飛鳥井恒麿。27代目となる父親の飛鳥井雅信（1894年生）は、早稲田大学政治経済科卒業後、文官高等試験に合格し帝室林野局事務官となった。
弟の飛鳥井雅慶は橿原神宮宮司。長男の飛鳥井雅友（1962年 - ）はドイツ文学者。